# Teateråret 1925

## Händelser

### Januari
- 11 januari - Brita von Horns Kungens amour blir första pjäs att sändas i SR.[1]

### Juni
- 30 juni - Svenska teatern i Stockholm brinner ned till grunden.[2] Verksamheten upphör därefter.

### September
- 26 september - I Eskilstuna invigs en ny teater, utförd efter ritningar av brandchef E Crone, Sundsvall.

### Okänt datum
- Carl Barcklind blir chef för Stora Teatern i Göteborg, Sverige.
- Harry Roeck-Hansen blir chef för Svenska Teatern i Helsingfors, Finland.

## Priser och utmärkelser
- Ivar Nilsson tilldelades Litteris et Artibus

## Årets uppsättningar

### Februari
- 25 februari - Hjalmar Bergmans Swedenhielms med Anders de Wahl i titelrollen har urpremiär på Dramaten i Stockholm

### Oktober
- 10 oktober - Ernst Rolfs lyxrevy Leve kvinnan har premiär på Cirkus vid Djurgården i Stockholm.
- 24 oktober - Runar Schildts pjäs Galgmannen har urpremiär på Dramatiska Teatern i Stockholm

### Okänt datum
- Walter Stenström och Gideon Wahlbergs pjäs Kärlek och landstorm uruppfördes på Tantolundens friluftsteater

## Födda
- 12 januari – Mats Johansson, regissör och teaterchef.
- 22 mars – Mago, svensk kostymtecknare och scenograf.

## Avlidna
- 28 augusti – Paul Hallström, 38, svensk skådespelare och manusförfattare.

### Fotnoter
1. ↑  ”Sveriges Radio”. Arkiverad från originalet den 1 februari 2014. https://web.archive.org/web/20140201215643/http://sverigesradio.se/sida/artikel.aspx?programid=965&artikel=359350. Läst 16 april 2011.
2. ↑  75 år Sverige, Carl-Adam Nycop, Bokförlaget Bra böcker, 1976